# 曹察
曹察（1499年—1558年），字明卿，號晴峰，直隸常州府無錫縣硕放人，軍籍，明朝政治人物，同進士出身。

## 生平
嘉靖七年（1528年）戊子科應天府鄉試第七十四名舉人，嘉靖八年（1529年）聯捷己丑科進士。授官福建邵武县知县，擢户部主事，歷升郎中，官至福建汀州府知府。嘉靖三十七年（1558年）卒。

## 遺跡
曹察在家鄉以金絲楠木建造宅第，名香楠廳，清乾隆年間，後人改建為家祠，名“昭嗣堂”，至今尚存。現為全國重點文物保護單位。

## 家族
曾祖父曹文輝、祖父曹致和，曾任義官、父親曹符，曾任八品散官。母鄒氏。具慶下。兄曹寅（贡士）、曹寵。弟曹宇。